# Talleres de Remedios de Escalada
A Talleres de Remedios de Escalada egy argentin labdarúgócsapat Remedios de Escalada városában. A egyesületet 1906. június 1-jén alapították. A klub jelenleg a másodosztályban szerepel és a 18 000 néző befogadására alkalmas Estadio Pablo Comelliben játssza hazai mérkőzéseit. A klub színei a piros és a fehér.

## Fordítás
Ez a szócikk részben vagy egészben  a   Talleres de Remedios de Escalada című angol Wikipédia-szócikk fordításán alapul.  Az eredeti cikk szerkesztőit annak laptörténete sorolja fel. Ez a jelzés csupán a megfogalmazás eredetét és a szerzői jogokat jelzi, nem szolgál a cikkben szereplő információk forrásmegjelöléseként.